# Михаил Дермокаит
Михаил Дермокаит (на средногръцки: Μιχαήλ ὁ Δερμοκαΐτης) е византийски военачалник от средата на XI век, стратег на Драчката тема през 1040 г., чието некомпетентно управление предизвикало бунт сред войските му, който скоро прераснал в масово движение на местното население, в преобладаващата си част българско, срещу ромейската власт.
Михаил Дермокаит е представител на дребния аристократичен род на Дермокаитите, които започват да се споменават в източниците от X век. През първата половина на XI век членовете на рода са активни изключително в балканските теми на империята. През това време те заемат предимно незначителни длъжности в гражданската администрация и средни офицерски постове във войската. Значението на Дермокаитите нараства през XII век, когато те, благодарение на родството си с Палеолозите, били приети в столицата и получили високи длъжности в гражданската администрация (логотет на дрома, епарх, велик иконом).
Името на Михаил Дермокаит се споменава по времето на въстанието на Петър Делян през 1040 г. В началото на въстанието Михаил е ипостратег (подстратег) във войската, с която дирахийският стратег Василий Синадин се отправил срещу въстаниците на Петър Делян, когато последният превзел Скопие. Когато ромеите достигнали Дебър, между Синадин и Дермокаит възникнал конфликт. Тогава Михаил Дермокаит наклеветил командира си, че се готви да обяви тирания, т.е. въстание срещу императора. В резултат на тези машинации Синадин бил отстранен от поста си и хвърлен в солунска тъмница, а като награда Михаил Дермокаит бил назначен на негово място за стратег на Дирахиум.
Раздорът между Синадин и Дермокаит изцяло улеснил Петър Делян, като не само осигурил на последния време и възможност да укрепи положението си и да продължи делото си с успех, но и привлякъл към въстанието населението на съседната Драчка тема. В историята на Скилица-Кедрин се разказва, че Михаил Дермокаит бил човек користолюбив и с ненаситна алчност, който освен това бил неопитен и неспособен администратор. Той подлагал подчинените си на унижения и тормоз, като ги обиждал и ограбвал, лишил ги от „конете и колите им и от всичко друго, което имали ценно“. За кратко време лошото и неопитното управление на Дермокаит обърнало, по думите на Скилица, всичко наопаки – почувствали се онеправдани, подчинените му в крайна сметка се разбунтували срещу стратега си. Когато Дермокаит разбрал, че заговорничат срещу него, уплашил се за живота си и една вечер избягал тайно. След бягството му недоволството на местните войски прераснало във всенародно въстание в Драчката тема срещу властта на ромеите. Скилица разказва, че тогава народът на областта, населена по това време предимно от българи, провъзгласил един изтъкнат по ум войник на име Тихомир за цар на България, а не след дълго ходът на събитията довел до присъединяване на въстаниците от Дирахийската тема към въстаническите сили, ръководени от Петър Делян.